# بريت إبستاين
بريت إبستاين (بالإنجليزية: Brett Epstein)‏ هو ملحن ومنتج أسطوانات أمريكي، ولد في 5 يناير 1978 في ميامي بيتش في الولايات المتحدة.

## وصلات خارجية
- الموقع الرسمي